# اولاف انگلهارت
اولاف انگلهارت (آلمانی: Olaf Engelhardt؛ زادهٔ ۲ مارس ۱۹۵۱) قایقران قایق بادبانی اهل آلمان شرقی بود.